# سالی یه
سالی یه (انگلیسی: Sally Yeh؛ زادهٔ ۳۰ سپتامبر ۱۹۶۱) یک خواننده اهل کانادا است.

## فیلموگرافی
| سال  | عنوان                 | اسم چینی       |  |
| ---- | --------------------- | -------------- |  |
| 2003 | عشق در خورشید         |                |  |
| 1991 | خواهران از متحد جهانی | 莎莎嘉嘉站起來 |  |
| 1991 | او ضیافت              | 豪門夜宴       |  |
| 1989 | قاتل                  | 喋血雙雄       |  |